# Rederi AB Donsötank
Rederi AB Donsötank är ett svenskt rederi med säte på ön Donsö i Göteborgs södra skärgård. Företaget är ett familjeföretag som startades 1953.

## Fartyg
Sedan starten har företaget drivit följande fartyg:
- M/T Runo (1953-1961)
- M/T Runo (1963-1972)
- M/T Credo (1969-1974)
- M/T Bonito (1971-1998)
- M/S Madzy (1981-2008)
- M/T Bonito (2002 - 2006)
- M/T Croma (1987-2001)
- M/S Credo (1978-2003)
- M/S Credo (2006-2014)
- M/T Navigo (1992-2012)
- M/T Bro Sincero (2002-2013)
- M/T Prospero (2000-2017)

- M/T Baltico (2003-2018)
- M/T Bonito (2004-2021)
- M/T Solando (2009-2023)

Idag består flottan av följande fem fartyg:
- M/T Evinco (2005)
- M/T Excello (2008)
- M/T Solero (2009)
- M/T Prospero (2021)
- M/T Pacifico (2022)